# Frank Pilger
Frank Pilger (* 30. Dezember 1959 in Hennigsdorf; † Juni 2025) war ein deutscher Rugby-Union-Spieler und -Trainer. Er war Nationalspieler und Kriminalpolizist.

## Leben und Wirken
Frank Pilger spielte Rugby bei der SG Dynamo Potsdam in der Oberliga. Weiterhin lief er insgesamt 13-mal für die Rugby-Union-Nationalmannschaft der DDR auf. Er war Co-Trainer der Mannschaft des USV Potsdam. Im Jahr 2010 musste er die Trainertätigkeit aus gesundheitlichen Gründen beenden. Frank Pilger arbeitet bei der Kriminalpolizei des Landes Brandenburg.